# إيان جونسون
إيان جونسون (بالإنجليزية: Ian Johnson)‏ هو لاعب كرة قدم بريطاني، ولد في 11 نوفمبر 1960 في أولدم في المملكة المتحدة.